# Das Lamm (1915)
Das Lamm ist eine US-amerikanische Filmkomödie aus dem Jahr 1915 von Christy Cabanne mit Douglas Fairbanks sr. und Seena Owen in den Hauptrollen. Der Film wurde von Fine Arts Films produziert und basiert auf dem Roman The Man and the Test, den der Regisseur David Wark Griffith unter dem Pseudonym Granville Warwick schrieb.

## Handlung
Gerald, Spross einer wohlhabenden New Yorker Familie, wird bei einem Badeunfall von dem hünenhaften Bill Cactus gedemütigt, woraufhin ihn seine enttäuschte Verlobte Mary verlässt. Mary ist von Geralds augenscheinlicher Feigheit angewidert und reist in Bills Begleitung nach Arizona. Gerald folgt ihr in den Zug.
Bei einem Zwischenhalt will Gerald einige Schmuckstücke erwerben und wird dabei von Yaqui-Indianern entführt und nach Mexiko gebracht. Auch Mary wird gekidnappt und trifft auf den gefangenen Gerald. Bill hingegen hat sich zur Flucht über die Grenze entschlossen, angeblich um Hilfe zu holen. Gerald findet eine alte Schnellfeuerkanone, die die Yaquis von den Mexikanern erbeutet haben und für Schrott halten. Mit der Kanone greift Gerald die Indianer an. Es kommt zu einem langen und heftigen Kampf, den Gerald zu verlieren scheint. Er ist von Indianern umzingelt, die ihm sein Herz herausschneiden wollen. Gerade rechtzeitig erscheinen US-Truppen, die Gerald und Mary retten. Mary ist von Geralds Tapferkeit und Mut beeindruckt und kommt wieder mit ihm zusammen.

## Hintergrund
Gedreht wurde der Film in San Diego und Santa Monica.
Der Autor der Romanvorlage, David Wark Griffith, verfasste auch das Szenario für die Verfilmung. Der Roman selber basiert dabei auf dem Bühnenstück The New Henrietta von Bronson Howard, Victor Mapes und Winchell Smith. Das Stück, bei dem Fairbanks ebenfalls die Hauptrolle spielte, wurde 1913 uraufgeführt.
Für Douglas Fairbanks war es die erste Filmrolle. Auch die im Abspann unerwähnten Julia Faye und Mary Thurman gaben ihre Filmdebüts.

## Veröffentlichung
Die Premiere des Films fand am 23. September 1915 in New York statt. In der Bundesrepublik Deutschland wurde er am 20. Dezember 1975 im deutschen Fernsehen ausgestrahlt.